# Udział (miejscowość)
Udział (błr. Удзела, Udzieła; ros. Удело, Udieło) – agromiasteczko na Białorusi, w obwodzie witebskim, w rejonie głębockim, niecałe 13 km na północny zachód od Głębokiego. Jest siedzibą sielsowietu Udział.

## Historia
Wieś szlachecka położona była w końcu XVIII wieku w województwie połockim.
W 1744 roku Udział leżał na terenie parafii w Głębokiem w dekanacie połockim diecezji wileńskiej.
W 1870 roku wieś leżała w wołoście Wierzchnie, w powiecie dziśnieńskim guberni wileńskiej Imperium Rosyjskiego.
W latach 1921–1945 wieś leżała w Polsce, w województwie wileńskim, w powiecie dziśnieńskim, w gminie Wierzchnie, od 1929 roku w gminie Głębokie.
Według Powszechnego Spisu Ludności z 1921 roku zamieszkiwały tu 82 osoby, wszystkie były wyznania rzymskokatolickiego. Jednocześnie 73 mieszkańców zadeklarowało polską a 9 białoruską przynależność narodową. Było tu 16 budynków mieszkalnych. W 1931 w 14 domach zamieszkiwało 76 osób.
Wierni należeli do miejscowej parafii rzymskokatolickiej. Miejscowość podlegała pod Sąd Grodzki w Głębokiem i Okręgowy w Wilnie; właściwy urząd pocztowy mieścił się w Głębokiem.
Po agresji ZSRR na Polskę w 1939 roku miejscowość znalazła się pod okupacją sowiecką, w granicach BSRR. W latach 1941–1944 była pod okupacją niemiecką. Następnie leżała w BSRR. Od 1991 roku w Republice Białorusi.

## Parafia rzymskokatolicka
Mieszkańcy wyznania rzymskokatolickiego podlegają parafii Niepokalanego Poczęcia Najświętszej Maryi Panny w Udziale. Obecny kościół parafialny wzniesiony został w 1790 roku.